# Unione Sportiva Foggia 1949-1950
Questa voce raccoglie le informazioni riguardanti l'Unione Sportiva Foggia nelle competizioni ufficiali della stagione 1949-1950.

## Rosa
| N. |                   | Ruolo | Calciatore        |
| -- | ----------------- | ----- | ----------------- |
|    | Italia (bandiera) | P     | Antonio Bisson    |
|    | Italia (bandiera) | C     | Bosi              |
|    | Italia (bandiera) | A     | Giovanni Bratta   |
|    | Italia (bandiera) | D     | Luigi Buin        |
|    | Italia (bandiera) | A     | Attilio De Brita  |
|    | Italia (bandiera) | C     | Vincenzo Ferrante |

| N. |                   | Ruolo | Calciatore          |
| -- | ----------------- | ----- | ------------------- |
|    | Italia (bandiera) | A     | Vincenzo Geraci     |
|    | Italia (bandiera) | A     | Berardo Lanciaprima |
|    | Italia (bandiera) | C     | Arnaldo Leonzio     |
|    | Italia (bandiera) | A     | Virgilio Nicoli     |
|    | Italia (bandiera) | A     | Giorgio Sbardellini |